# Suhrawardiyya

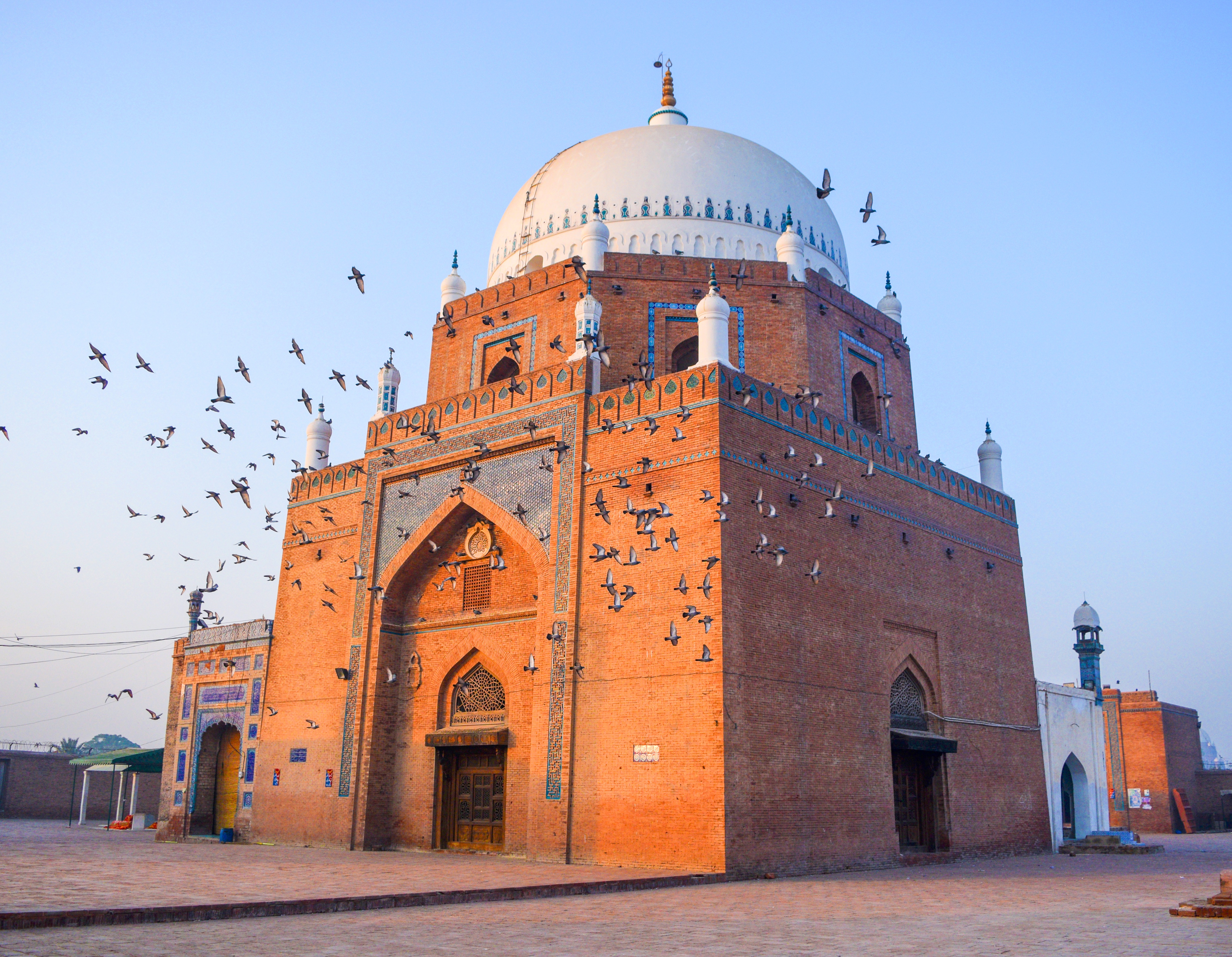

La Suhrawardiyya est une confrérie soufie instituée à Baghdâd au XIIIe siècle, par Omar Sohrawardî et son oncle Abû al-Najîb Sohrawardî.